# Borgo San Giovanni
Borgo San Giovanni – miejscowość i gmina we Włoszech, w regionie Lombardia, w prowincji Lodi.
Według danych na rok 2004 gminę zamieszkiwało 1597 osób, 228,1 os./km².